# Eurosia punctitermia
Eurosia punctitermia là một loài bướm đêm thuộc phân họ Arctiinae, họ Erebidae.